# 北海道道262号新函館北斗停車場線
北海道道262号新函館北斗停車場線（ほっかいどうどう262ごう しんはこだてほくとていしゃじょうせん）は、北海道北斗市内を結ぶ一般道道（北海道道）である。

## 概要
「新函館北斗駅前通」の通称があり、新函館北斗駅南口へのアクセス道路となっている。

### 路線データ
- 起点：北海道北斗市市渡（JR北海道 函館本線・北海道新幹線 新函館北斗駅南口）[1][2]
- 終点：北海道北斗市市渡604-2・605-1先（国道227号・北海道道96号上磯峠下線交点）[1][2]
- 総延長：1.064 km[2]
- 実延長：1.042 km[2][3]
- 重用延長：0.023 km[2]

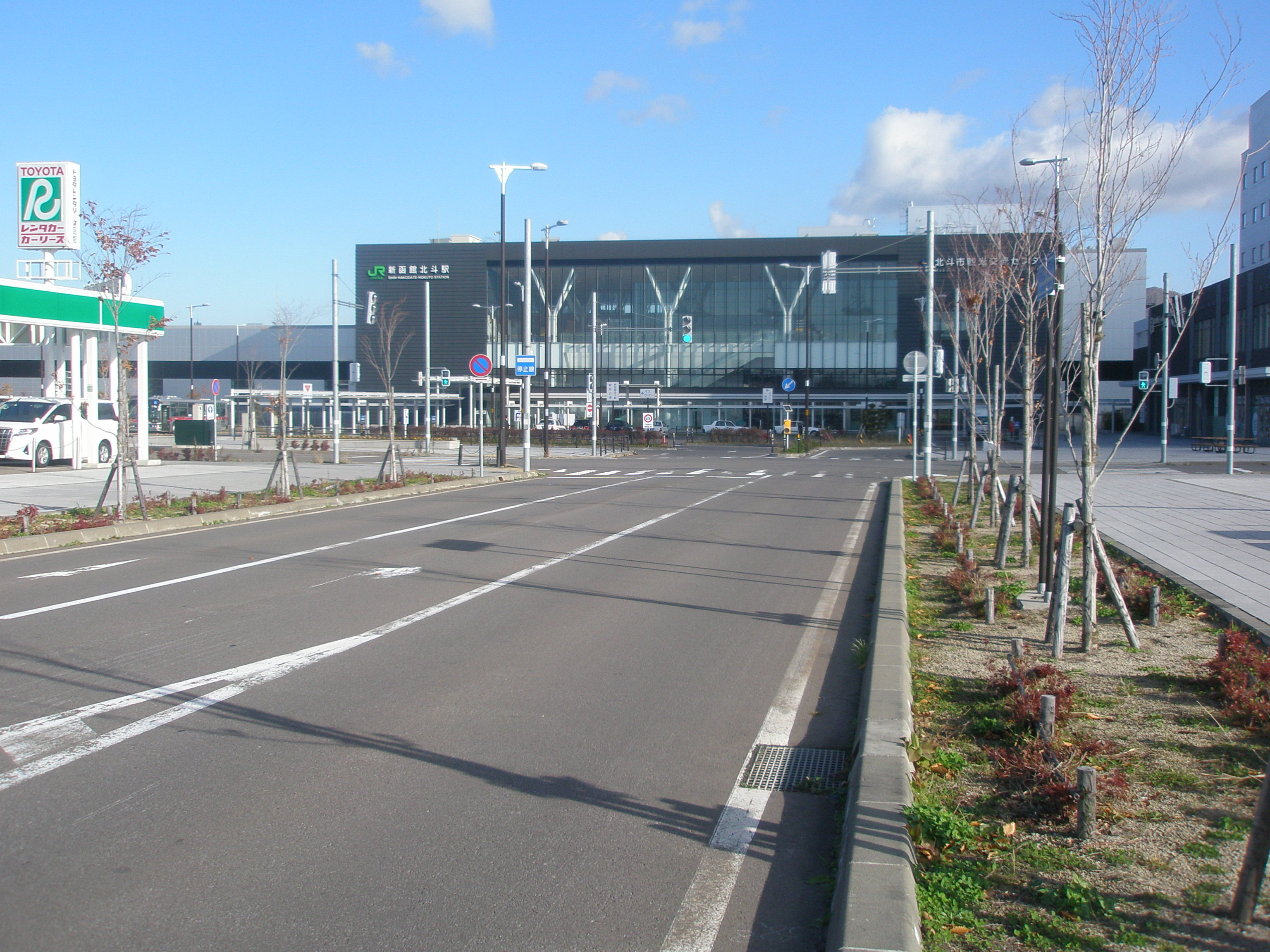
北海道道262号新函館北斗停車場線・起点（終点側から）新函館北斗駅前のロータリー部分駅舎側が起点となっている
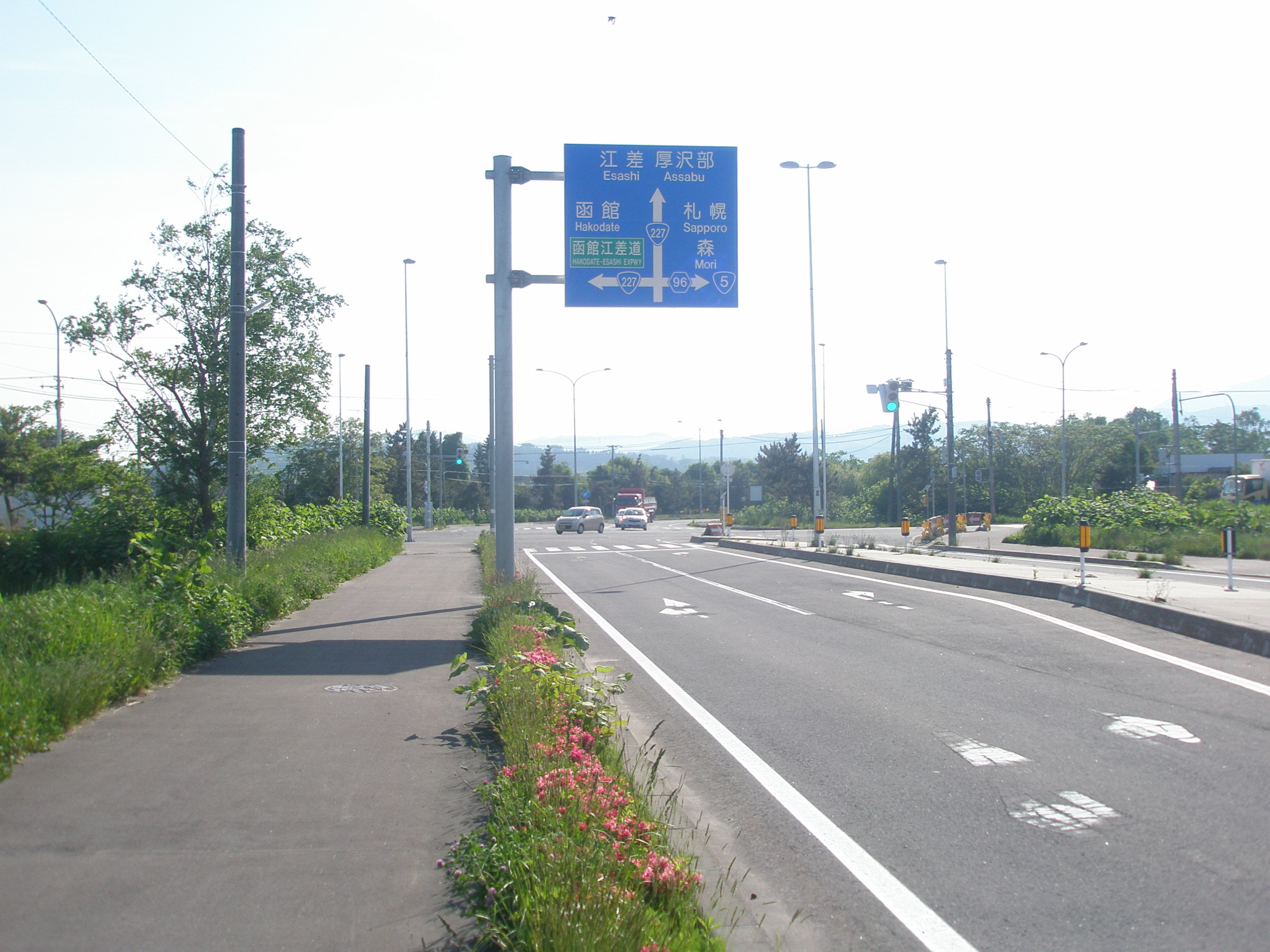
北海道道262号新函館北斗停車場線・終点及び国道227号・北海道道96号上磯峠下線交点

### 道路管理者
- 渡島総合振興局 函館建設管理部 事業課

## 歴史
- 1957年（昭和32年）7月25日 - 188号渡島大野停車場線として路線認定[4]。
- 1994年（平成6年）10月1日 - 路線番号を262号に変更[5]。
- 2014年（平成26年）
  - 10月28日 - 現在の路線の根幹となる旧・渡島大野駅 - 国道227号バイパス間が完成し、供用開始。この時点で駅西側を経由する元々の路線とつながる菱形形状路線となり、重複区間が存在していた[6]。
  - 11月14日 - 区域変更、国道227号重複部分を解消したほか、駅西側を経由する旧路線を北斗市に移管して市道「市渡45号線」とした上でほぼ現路線に近い路線となる[7]。
- 2015年（平成27年）11月20日 - 区域変更、起点（現・新函館北斗駅前）付近の敷地部分について一部移管、合わせて総延長が変更となる[2]。
- 2016年（平成28年）3月26日 - 同年月日の北海道新幹線新函館北斗駅開業に伴い、路線名を「新函館北斗停車場線」と改称した上での供用開始[8]。「新函館北斗駅前通」の愛称も付与[1]。

この路線の前身は、1920年（大正9年）4月1日に認定された準地方費道23号大野本郷停車場線の一部区間である。

## 路線状況

### 通称
- 新函館北斗駅前通

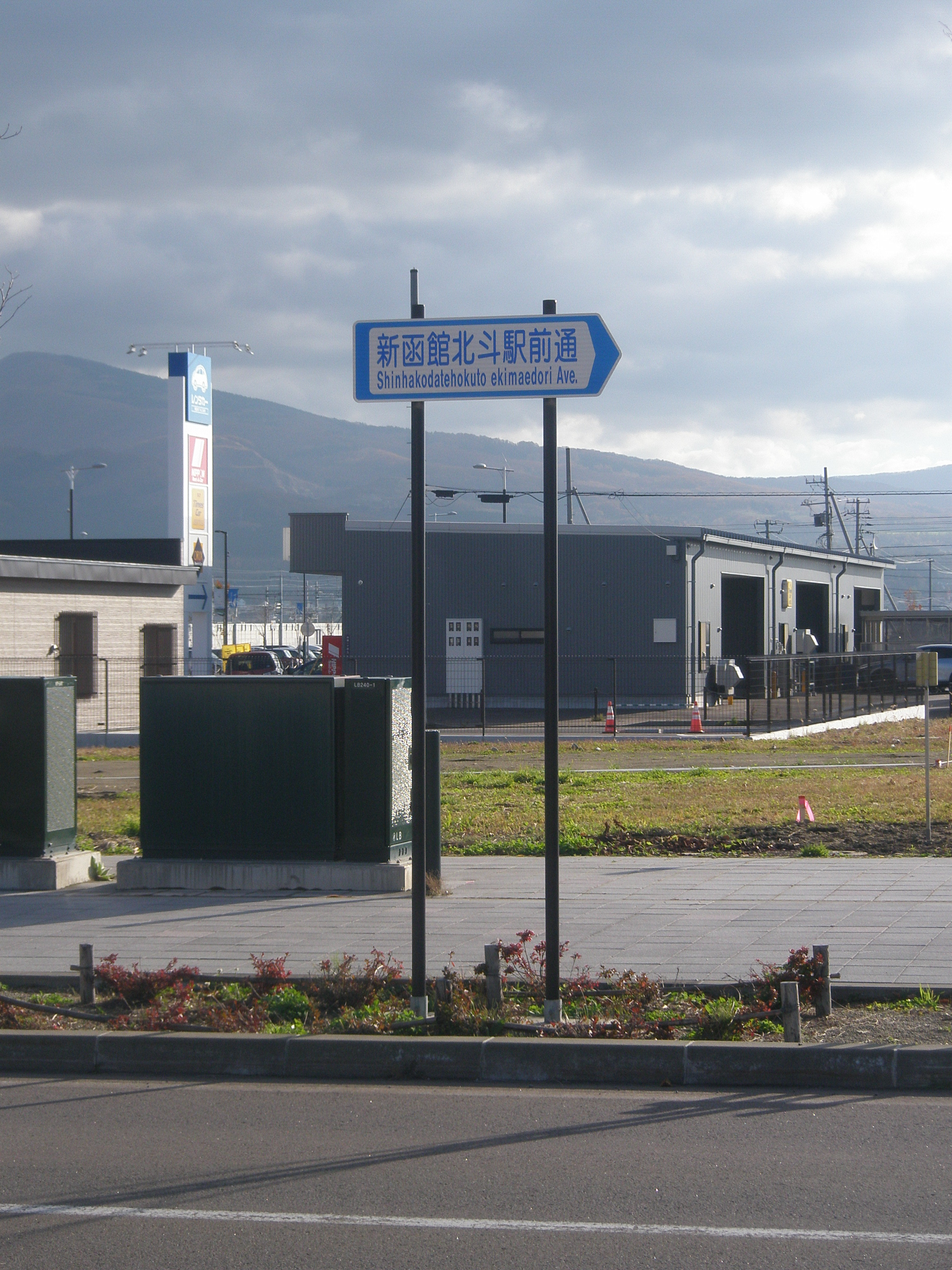
北海道道262号新函館北斗停車場線・道路の通称名標識（119-A）「新函館北斗駅前通」

## 地理

### 通過する自治体
- 渡島総合振興局
  - 北斗市

### 交差する道路
北斗市
- 国道227号 - 市渡604-2・605-1先（終点）
- 北海道道96号上磯峠下線 - 市渡604-2・605-1先（終点）

### 沿線にある施設など
北斗市
- JR北海道 函館本線・北海道新幹線 新函館北斗駅